# Czerwony szlak turystyczny Skarżysko-Kamienna – Kałków
 Czerwony szlak turystyczny Skarżysko-Kamienna – Kałków – szlak turystyczny na terenie Gór Świętokrzyskich.

## Przebieg szlaku
| Odległość | Atrakcje                                                 | Punkt                          | Skrzyżowania szlaków                       |
| --------- | -------------------------------------------------------- | ------------------------------ | ------------------------------------------ |
| 0,0 km    | muzeum · ruiny · kościół · cmentarz · cmentarz żydowski  | Skarżysko-Kamienna Dom Kultury |                                            |
|           | zabytek techniki                                         | Michałów                       |                                            |
|           |                                                          | Marcinków                      |                                            |
|           | klasztor · kościół                                       | Wąchock PKP                    | Wąchock – Cedzyna                          |
|           | zabytek · zabytek techniki · kościół · cmentarz żydowski | Starachowice PKS, PKP          | Starachowice – Łączna Starachowice – Wykus |
|           |                                                          | Dziurów                        |                                            |
|           |                                                          | Ruda                           |                                            |
|           | zabytek                                                  | Brody                          |                                            |
|           | kościół · zabytek                                        | Krynki                         |                                            |
|           |                                                          | Godów                          |                                            |
| 60,0 km   | kościół                                                  | Kałków PKS                     | Święty Krzyż – Pętkowice                   |

## Galeria

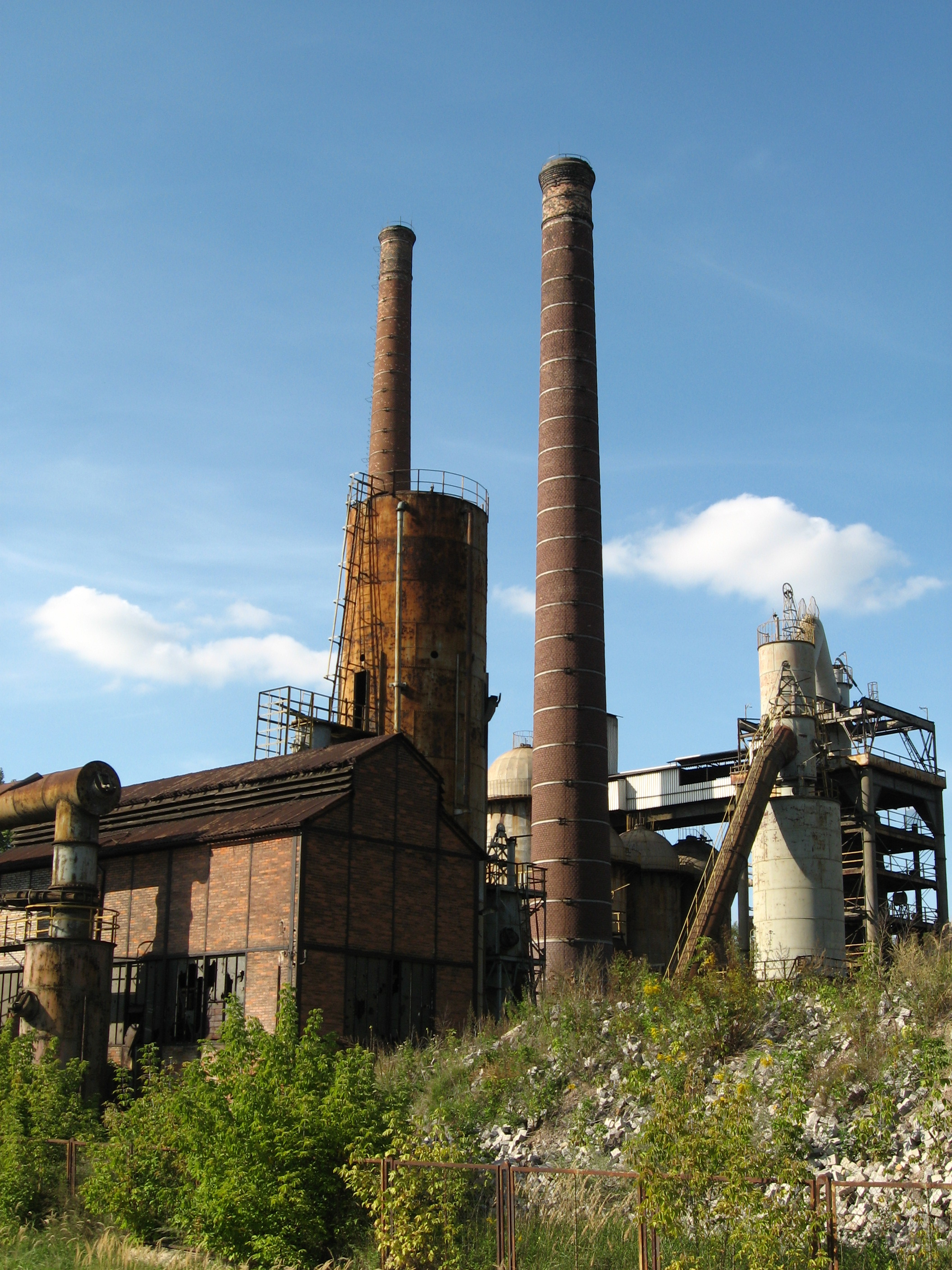
Wielki piec w Starachowicach
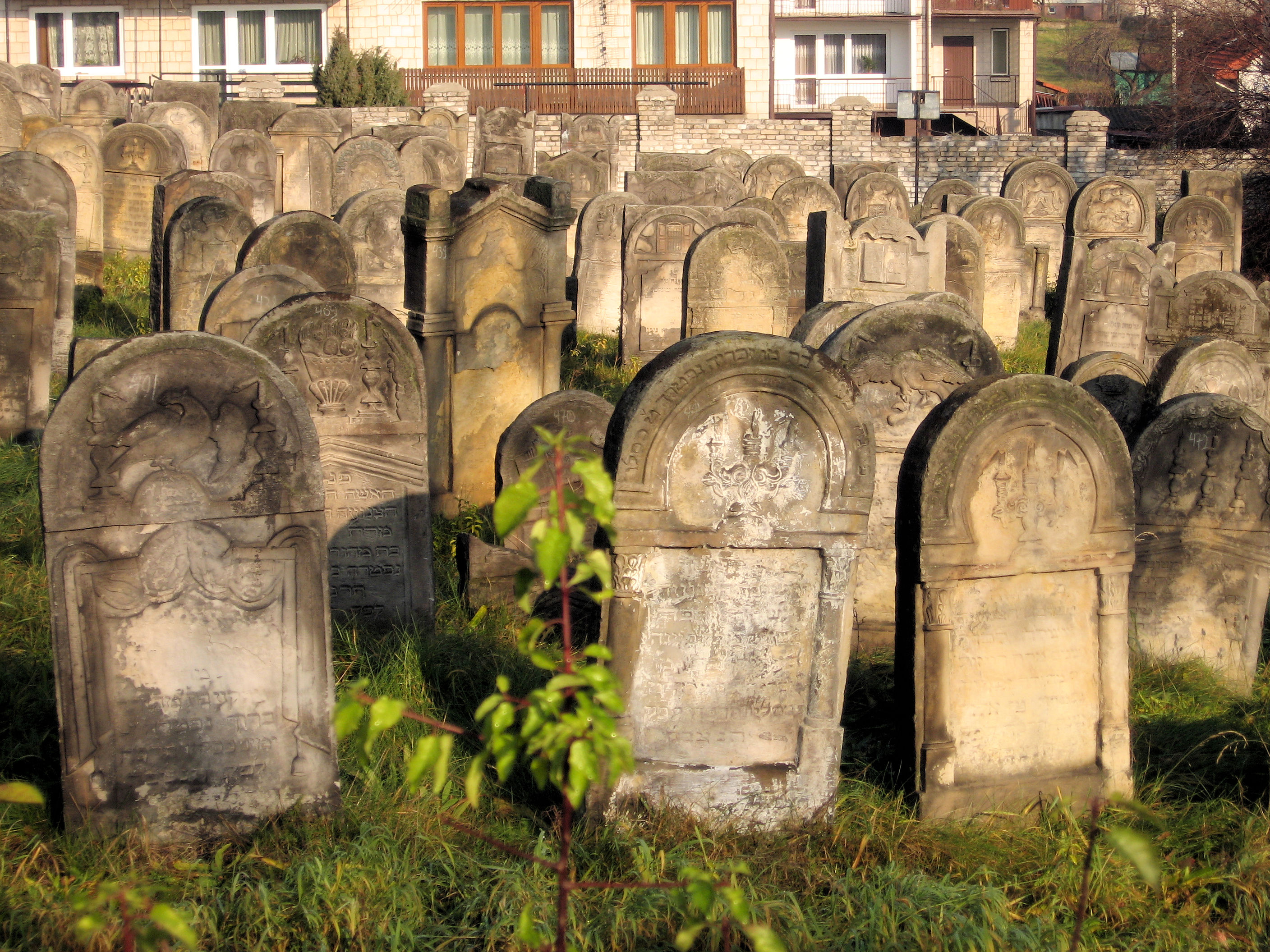
Cmentarz żydowski w Starachowicach
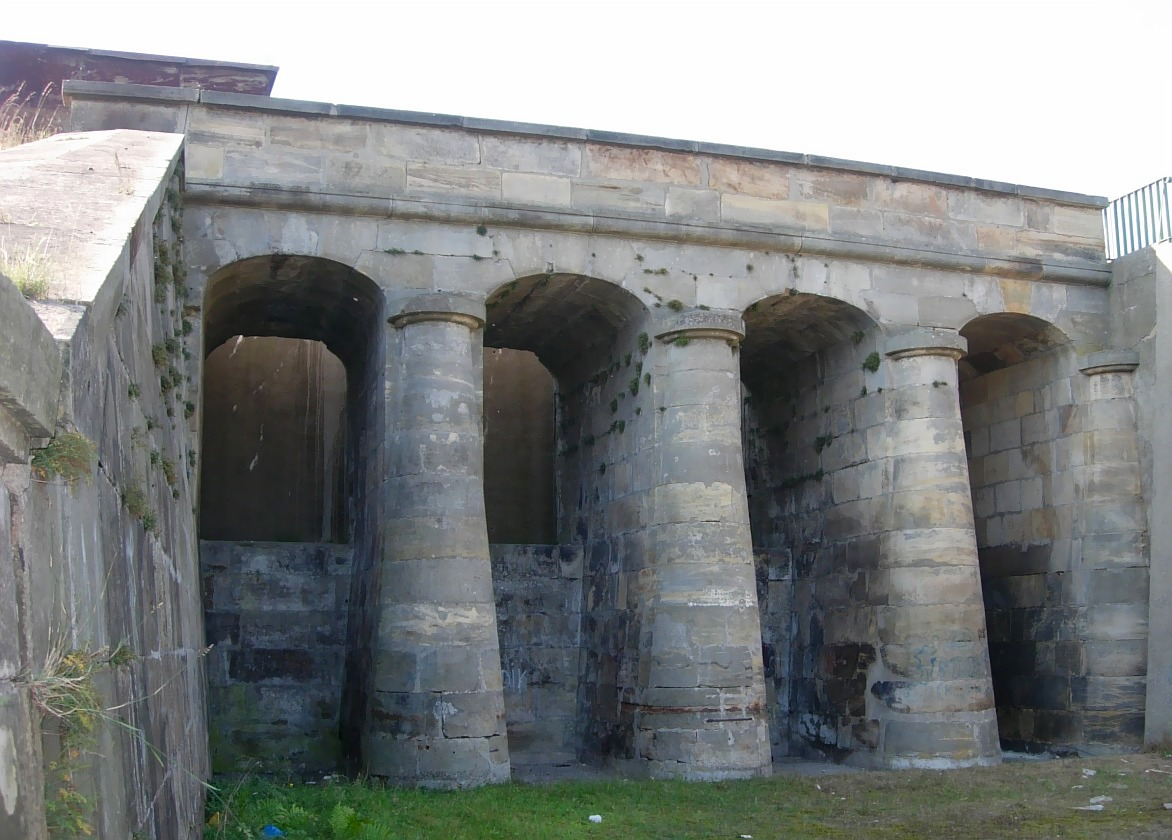
Stara zapora w Brodach
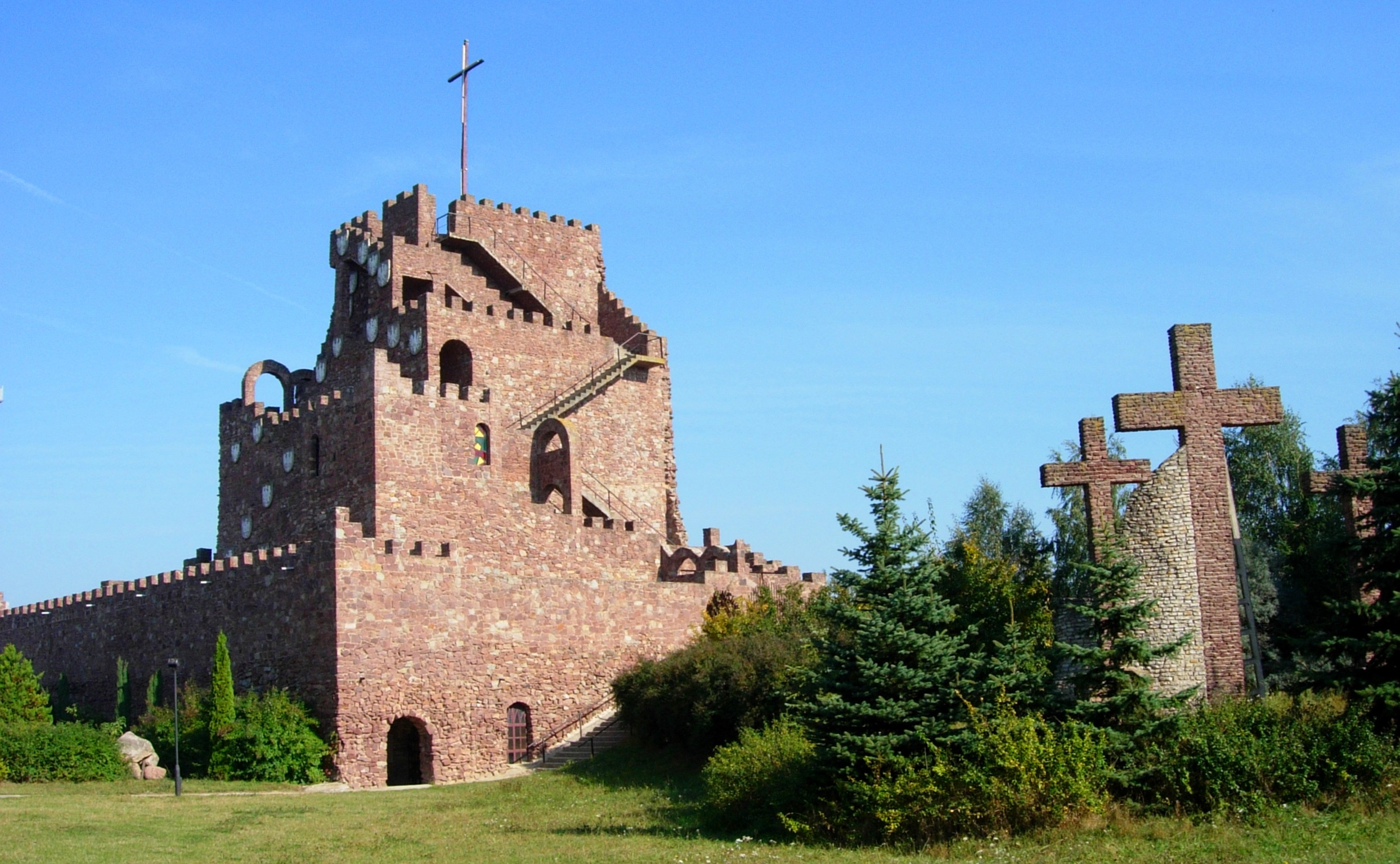
Golgota w sanktuarium w Kałkowie